# Cyclette
Cyclette is een Frans historisch merk van motorfietsen.
De Cyclette was een gemotoriseerde fiets die midden jaren twintig in Frankrijk bijzonder populair was. Hij was voorzien van een 91cc-motor en er was een dames- en een herenmodel.